# Pietro Bilancini
Pietro Bilancini (Monteleone d'Orvieto, 20 settembre 1864 – Sassari, 22 marzo 1895) è stato un poeta e critico letterario italiano, precursore del crepuscolarismo.

## Biografia

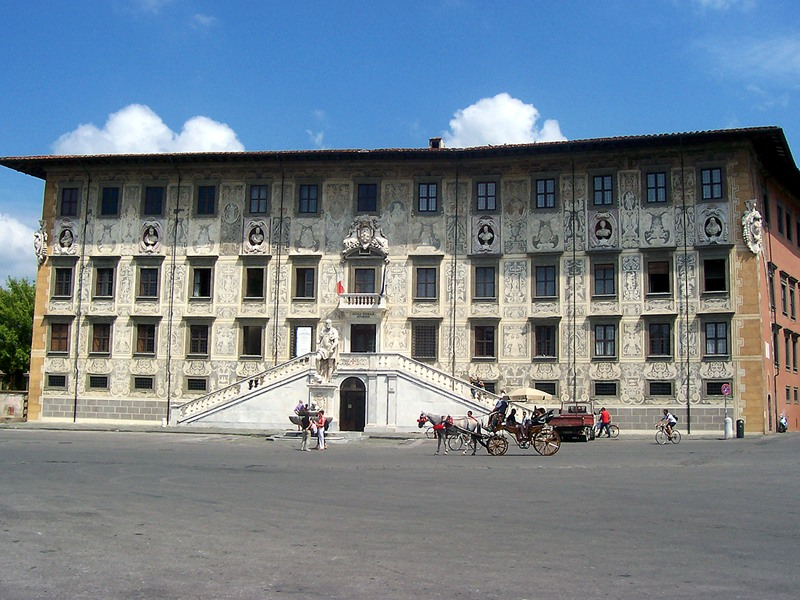
La Normale di Pisa

Pietro Bilancini si laureò in Lettere all'Università di Pisa, dove fu allievo di Alessandro D'Ancona e ottenne l'abilitazione all'insegnamento presso la Scuola Normale Superiore di Pisa. Si dedicò successivamente all'insegnamento di Letteratura Classica. Alla funzione della docenza, Bilancini affiancò altre attività relative all'ambito letterario. Fu collaboratore su varie riviste, fra le quali Letteratura Montanara, Bollettino della Società di Storia Patria Lodovico Antinori, Il Risveglio e La Rassegna Pugliese. Scrisse dei saggi di carattere critico, storico e letterario: tra di essi Giovan Battista Giraldi e la tragedia Italiana del Sec. XVI, Primi Studi di Critica Letteraria, La Guerra di Braccio Contro L'Aquila nella Letteratura Abruzzese, Svolgimento Storico del Romanzo nella Letteratura Italiana, Nel Regno dei Negligenti.
Bilancini fu anche valente traduttore dal greco e dal latino, abbinando a volte le traduzioni ai saggi critici. È il caso dei Sermoni di Lucio Settano, Figlio di Quinto, studio seguito alla versione dei Sermoni in italiano. Sua è pure la traduzione in versi sciolti di una selezione di poesie tratte dell'Antologia Palatina. Infine i suoi lavori di poesia, Rime e Versi, del 1890, e Ritmi antichi del 1892. La sua poetica risente dell'influenza di Giosuè Carducci e degli influssi tardoromantici; ma allo stesso tempo, con la sua venatura di malinconia e col richiamo alla semplicità, precorre di un decennio la sensibilità della scuola crepuscolare rinvenibile in autori come Guido Gozzano, Sergio Corazzini e Marino Moretti.
Morì a Sassari, appena trentenne, nel 1895. Il comune di Monteleone d'Orvieto ha voluto commemorare il suo concittadino nell'Ottobre del 2004 presentando Pietro Bilancini - Poesie e Saggi Critici, un volume che mette insieme gli studi dell'artista e un saggio sulle attività critiche e letterarie di Bilancini. Nel 2016 è stato infine pubblicato Pietro Bilancini. Rime e Versi, Ritmi Antichi e altre poesie, un volume che include tutta la produzione poetica del Bilancini, compresi alcuni inediti composti pochi mesi prima della morte e una più accurata e puntuale nota biografica.